# Josep Samitier
Josep Samitier Vilalta (* 2. Februar 1902 in Barcelona in Katalonien; † 4. Mai 1972 ebenda) war ein spanischer Fußballspieler, Trainer und Scout. Er galt in den 1920er Jahren neben seinem Freund Ricardo Zamora als die Ikone des Fußballs in Spanien und war mit ihm auch der beliebteste Spieler. Er spielte sowohl für den FC Barcelona als auch für Real Madrid. Er war auch Nationalspieler. Später war er als Trainer beim FC Barcelona tätig und arbeitete für beide Klubs als Scout.

## Samitiers Karriere als Spieler

### Laufbahn beim FC Barcelona
Bis zum Alter von 17 Jahren spielte er beim FC Internacional Barcelona. Zu Beginn seines Engagements bei Barça spielte er auch mit dem später als Maler bekannten Salvador Dalí zusammen.
Als Samitier, der Stürmer spielte, seinen ersten Profivertrag erhielt, wurde deutlich, dass er aus ärmlichen Verhältnissen stammte: Er bat als Lohn zunächst nur um einen Anzug und eine Uhr mit phosphoreszierendem Zifferblatt.
1925 war er neben Zamora der bestbezahlte Spieler. Seine Spitznamen waren El Màgia (der Magier, weil er auf dem Platz sehr erfindungsreich war) und Home Llagosta (der Langusten-Mann, aufgrund seiner Beweglichkeit). Eine einheitliche landesweite Liga wurde in Spanien 1928 eingeführt. Samitiers wichtigste Titel waren bis dahin fünf Pokalsiege im Copa del Rey. Im Premierenjahr der Primera División wurde sein Verein nicht zuletzt durch ihn Meister.

### Laufbahn bei Real Madrid
Anfang 1933 geriet Samitier mit dem Management des FC Barcelona aneinander. Kurz darauf wurde er zur Strafe in die zweite Mannschaft versetzt.
Samitier zog die Konsequenz und wechselte zu Real Madrid, damals noch Madrid CF. Hier spielte er mit Ricardo Zamora zusammen, mit dem er zeit seines Lebens gut befreundet war. Diese zwei Jahre in Madrid waren für ihn jedoch nur der Abschluss seiner Karriere. 1932/33 wurde er zwar Meister, doch für die Madrilenen bestritt er in der Liga nur acht Spiele (bei vier Toren).

### Laufbahn in der Nationalmannschaft
Samitier debütierte in der allerersten Partie einer spanischen Nationalmannschaft überhaupt. Das war am 20. August 1920 bei der Olympiade in Antwerpen (das Spiel fand aber in Brüssel statt) gegen Dänemark. Er holte mit dem spanischen Team die Silbermedaille. Dies war international sein größter Erfolg, einen größeren Erfolg konnte man damals auch nicht erlangen: Die erste Fußballweltmeisterschaft fand erst 1930 statt und Spanien nahm dafür die lange Anreise in das Gastgeberland Uruguay nicht auf sich.
Josep Samitier machte insgesamt 21 Spiele für Spaniens Mannschaft. Dies war ein für die damalige Zeit außerordentlich hoher Wert. In diesen 21 Partien erzielte er zwei Tore. Seine Nationalmannschaftskarriere beendete er 1931 mit einem 5:0-Sieg gegen Irland in Dublin.

## Trainerlaufbahn

### Beginn der Trainerlaufbahn und Spanischer Bürgerkrieg
In der Saison 1935/36 begann er seinen Trainerkarriere. Er übernahm Atlético Madrid. Der Klub stand mitten im Abstiegskampf. Den Gang in die Relegation um den Abstieg konnte er nicht verhindern.
Allerdings wurde diese Partie nicht mehr ausgetragen: Am 17. Juli begann der Spanische Bürgerkrieg. Kurz nach Beginn des Krieges geriet er in die Gewalt einer anarchistischen Miliz. Nur dank seiner Popularität wurde ihm erlaubt zu gehen. Er floh auf einem Schiff nach Frankreich. Er fing wieder an zu spielen, zusammen mit Zamora bei OGC Nizza. In 82 Spielen erzielte er 47 Tore. 1942 hörte er endgültig auf und trainierte kurzzeitig Nizza.

### Rückkehr nach Barcelona
1944 zog es die Vereinslegende zurück in die Heimat. In drei Saisons ab 1944/45 trainierte er durchaus erfolgreich seinen FC. Im ersten Jahr wurde er Meister und war somit auch beim zweiten Titel Barças dabei, wenn auch diesmal als Trainer. Zur Meisterschaft kam noch der spanische Supercup. In den anderen beiden Saisons landete der FC Barcelona auf Platz zwei und vier.

## Karriere als Scout

### Seine Rolle beim Transfer von Kubala
1950 trat László Kubala mit seinem Team Hungaria in Spanien an. Das Team war eine Ansammlung von Flüchtlingen aus Osteuropa. Kubala wurde von Scouts von Real Madrid und von Barcelona, eben von Samitier, beobachtet.
Kubala ging schließlich nach Barcelona. Vermutlich nutzte Samitier seine Kontakte zu Francisco Franco. Mit dem Führer des Regimes selbst war er sehr gut befreundet. Dies ging so weit, dass sich der Caudillo von Samitier über den Wanst streichen ließ: „Das Bäuchlein muss aber wieder runter, General.“
Für das faschistische und vor allem antikommunistisch ausgerichtete Spanien war Kubala auch als Propagandaobjekt nützlich, zu Kubala passte die Geschichte des vor dem Kommunismus ins „freie Spanien“ geflüchteten Sportlers.

### Seine Rolle beim gescheiterten Transfer von Di Stéfano
Auch bei dem Versuch, Alfredo Di Stéfano 1953 zum Wechsel zu bewegen, war Samitier die treibende Kraft bei dem Transfer. Wie im Fall Kubala wollten sowohl Real Madrid als auch der FC Barcelona sich die Dienste eines Spielers sichern.
Diesmal war das Regime nicht auf Samitiers Seite. Man plante, Di Stéfano zu einem Wechsel nach Madrid zu bewegen. Die Dominanz Barcelonas in der Liga wäre sonst viel zu groß gewesen. Wahrscheinlich beging Samitier beim Buhlen um die Dienste des Stürmers den entscheidenden Fehler. Di Stéfano spielte bei Millonarios in Bogotá. Samitier holte als weiteren Unterhändler Joan Busquets. Dieser war Vorstandsmitglied bei CF Santa Fé, dem Rivalen von di Stéfanos Verein. Busquets sabotierte die Aktion maßgeblich. Barcelonas Präsident stellte außerdem völlig weltfremde Summen zum Transfer in den Raum, die viel zu niedrig waren. Samitier hatte bereits die Voraussetzungen geschaffen und Di Stéfano eine Wohnung besorgt. Dort zog er nur kurz ein. Er wechselte doch zu Real.
Inwiefern Franco hinter dem Transfer stand, ist ebenfalls bis heute ungeklärt.
1960 geriet Josep Samitier mit Helenio Herrera, dem Trainer Barcelonas, in schweren Streit. Wie dreißig Jahre zuvor, ging Samitier erneut zu Real Madrid. Hier arbeitete er in derselben Funktion weiter.
Trotz seiner Nähe zu Franco (der FC Barcelona war immer ein kleiner Ort der Opposition) und seines zweimaligen „Überlaufens“ nach Madrid trauerte ganz Katalonien, als Samitier 1972 in seiner Heimat starb. Der FC arrangierte ein feierliches Begräbnis, an dem die ganze Stadt Anteil nahm.

## Erfolge
Spieler:
- Spanische Meisterschaft: 1929, 1933
- Copa del Rey: 1920, 1922, 1925, 1926, 1928
- Copa de España: 1934
- Katalanische Meisterschaft: 1919, 1920, 1921, 1922, 1924, 1925, 1926, 1927, 1928, 1930, 1931, 1932
- Silbermedaille bei den Olympischen Sommerspielen 1920

Trainer:
- Spanische Meisterschaft: 1945
- Copa de Oro Argentina: 1945